# Carlos Alves de Souza Filho
Carlos Alves de Souza Filho (1901 – Rio de Janeiro, 9 de abril de 1990) foi um diplomata brasileiro e genro do ex-presidente Artur Bernardes. Serviu como embaixador em Roma de 16 de fevereiro de 1950 a 20 de fevereiro de 1956, em Paris (1956-1964) e em Londres (1964-1966).

## "O Brasil não é um país sério"
Foi personagem fundamental no conflito diplomático envolvendo o Brasil e a França, que ficou conhecido como Guerra da Lagosta. Em 1962, ele foi o intermediário entre o governo brasileiro e Charles de Gaulle, e autor da famosa frase "O Brasil não é um país sério" (erroneamente atribuída a de Gaulle).
Em 1979, o diplomata publicou um livro em que assume a autoria da frase em conversa com o jornalista Luís Edgar de Andrade, à época correspondente do Jornal do Brasil em Paris. Na ocasião do conflito diplomático entre os dois paises, Alves de Souza relatou ao jornalista sobre o samba A lagosta é nossa, uma sátira feita ao então presidente da França e às charges de De Gaulle publicadas na imprensa brasileira. Em determinado momento, o diplomata disse em francês: "Edgar, le Brésil n'est pas un pays sérieux."